# Rubis doré

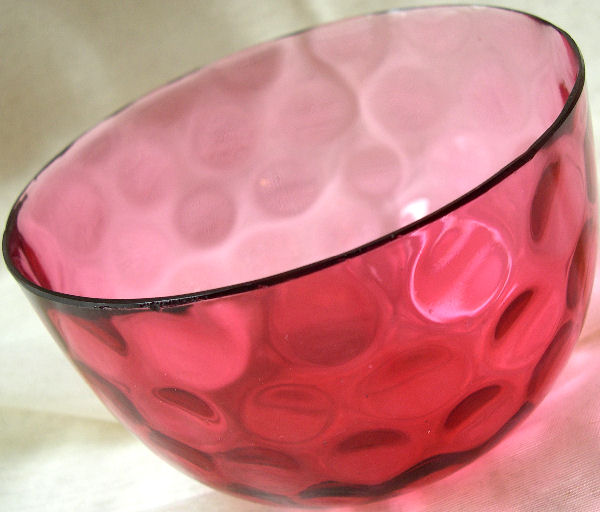
Un bol en verre groseille.

Le rubis doré (ou verre groseille) est un verre de couleur rouge fabriqué par addition de chlorure d'or au verre en fusion. De l'étain est parfois ajouté sous forme de chlorure d'étain(IV) en quantité très faible comme agent réducteur. C'est un matériau utilisé principalement pour la décoration.
Le rubis doré est fabriqué de manière artisanale plutôt qu'à l'échelle industrielle, du fait du coût élevé de l'or et de la finesse du procédé de mélange. Le chlorure d'or est préparé en dissolvant l'or métallique dans une solution d'acide nitrique et d'acide chlorhydrique. Le verre est généralement moulé ou soufflé. Le verre obtenu, durci, est une sorte de colloïde avec une phase solide (l'or colloïdal) dispersée dans une autre phase solide (le verre).
L'origine historique du rubis doré n'est pas claire. Une origine assyrienne est possible. Le plus ancien objet identifié est la coupe de Lycurgue datant du IVe siècle. D'après la légende, le rubis doré aurait été découvert lorsqu'un noble aurait jeté une pièce d'or dans un mélange de verre en fusion. Cette légende est très certainement imaginaire, puisque l'or doit subir un traitement par de l'eau régale (mélange d'acide chlorhydrique et d'acide nitrique) avant d'être incorporé au verre en fusion. La technique s'est ensuite perdue et a été redécouverte au XVIIe siècle, soit en Bohème par Johann Kunckel, soit en Italie par le fabricant de verre florentin Antonio Neri.
C'est au XIXe siècle au Royaume-Uni que la production de rubis doré connut sa période la plus fameuse.
Les créations en rubis doré étaient principalement populaires comme décoration de table, souvent comme récipient à friandises ou comme vase pour des fleurs. Elles étaient également souvent utilisées comme verres à vin ou carafes.

## Physique
La couleur de l'objet en rubis doré est différente selon la face éclairée. Cet effet optique est due à la formation de plasmons d'électrons, modifiant la transmission de la lumière suivant les longueurs d'onde.